# 林淳一郎
林 淳一郎（はやし じゅんいちろう、1948年 - ）は、日本の撮影監督。日本映画撮影監督協会（J.S.C.）会員。

## 主な撮影作品

### 映画
- ムッちゃんの詩 （1985年）
- 郷愁 （1988年）
- 嵐が丘 （1988年）
- 童謡物語 （1988年）
- 冬物語 （1989年）
- 桜の樹の下で （1989年）
- 家族輪舞曲 （1989年）
- タスマニア物語 （1990年）
- 花のズッコケ児童会長 （1991年）
- 棒の哀しみ （1994年）
- ゴト師株式会社II （1994年）
- エイジアン・ブルー 浮島丸サコン （1995年）
- 極道修行 決着 （1997年）
- 暗殺の街 極道捜査線 （1997年）
- リング （1998年）
- 冷血の罠 （1998年）
- フレンチドレッシング （1998年）
- 修羅がゆく7 四国烈死篇 （1998年）
- ニンゲン合格 （1999年）
- ドリームメーカー （1999年）
- ガラスの脳 （2000年）
- 修羅がゆく9 北海道進攻作戦 （2000年）
- カリスマ （2000年）
- 新・男樹 完結編 （2000年）
- 安藤組外伝 掟 （2000年）
- 狂弾II アジア暴力地帯 （2000年）
- 回路 （2001年）
- RUSH! （2001年）
- 錬金（シノギ）の帝王 （2001年）
- SFホイップクリーム （2002年）
- 仄暗い水の底から （2002年）
- ドラゴンヘッド （2003年）
- ガキンチョ★ROCK （2004年）
- MAKOTO （2005年）
- 容疑者 室井慎次 （2005年）
- 怪談 （2007年）
- 悲しき天使 （2008年）
- 僕の彼女はサイボーグ （2008年）
- 252 生存者あり （2008年）
- 重力ピエロ （2009年）
- BOX 袴田事件 命とは （2010年） - 兼製作
- インシテミル 7日間のデス・ゲーム （2010年）
- これでいいのだ!!映画★赤塚不二夫 （2011年）
- あなたへ （2012年） - 兼企画
- クロユリ団地 （2013年）
- 映画 としまえん（2019年）

### オリジナルビデオ
- スウィートルーム2 （1993年）
- 恋の仕事人 シャラバ★ヤ★ランコ （1995年）
- インモラル 淫らな関係 （1995年）
- 虜 TORIKO ふ・た・り （1996年）
- KILL （1997年）
- 世紀末博狼伝サガ （1997年）
- 新・男樹 （1997年）
- 鉄砲玉、散る ゲスは殺ったれ！ （1997年）
- 新・男樹2 （1997年）
- 世紀末博狼伝サガ 麻雀裏地獄 （1997年）
- 新・男樹3 （1999年）
- 疵5 血の黙示録 （2000年）
- 超極道 （2001年）
- 錬金の帝王2 （2002年）

## 受賞歴
- 1988年 第43回毎日映画コンクール：撮影賞『嵐が丘』『郷愁』
- 1988年 第32回日本映画撮影監督協会：三浦賞奨励賞『嵐が丘』[3]
- 2013年 第36回日本アカデミー賞：優秀撮影賞『あなたへ』[4]
- 2019年 文化庁映画賞（映画功労者部門）受賞[5]。